# Lysurus mokusin

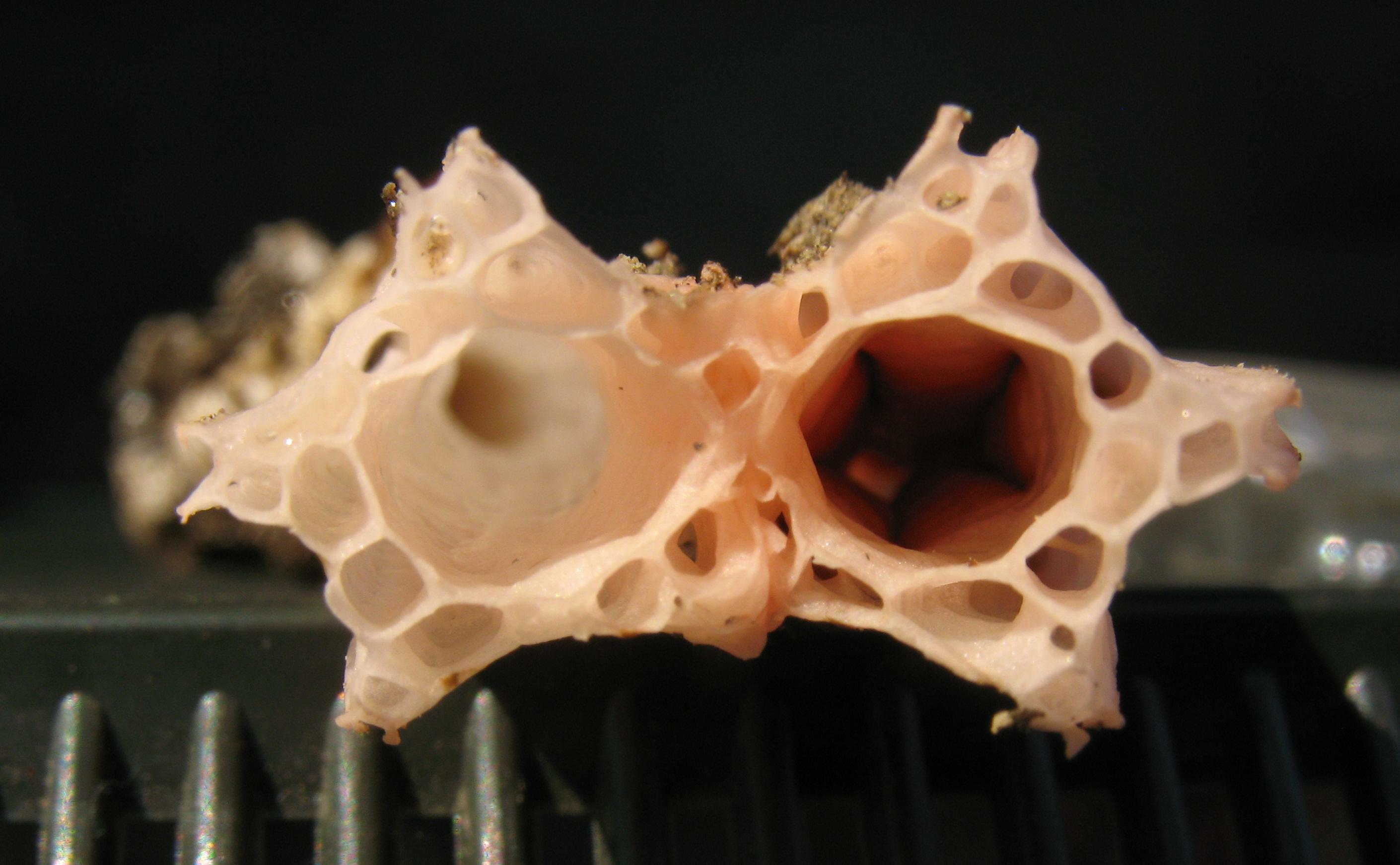
Przekrój przez trzon

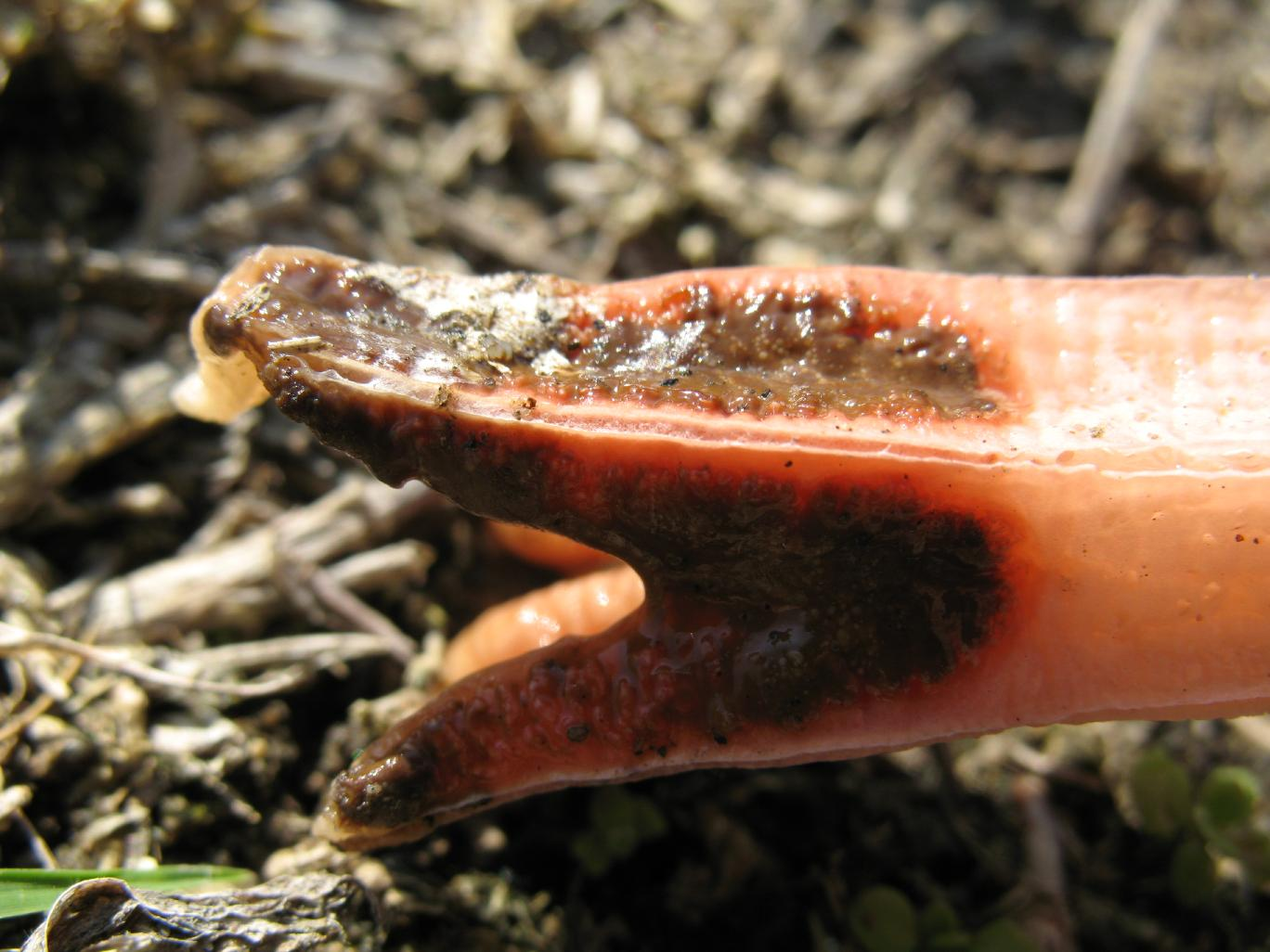
Wierzchołek dojrzałego owocnika

Lysurus mokusin (L.) Fr. – gatunek grzybów z rodziny sromotnikowatych (Phallaceae).

## Systematyka i nazewnictwo
Pozycja w klasyfikacji według Index Fungorum: Lysurus, Phallaceae, Phallales, Phallomycetidae, Agaricomycetes, Agaricomycotina, Basidiomycota, Fungi.
Po raz pierwszy takson ten zdiagnozował w 1753 r. Karol Linneusz nadając mu nazwę Phallus mokusin. Obecną, uznaną przez Index Fungorum nazwę nadał mu w 1823 r. Elias Fries, przenosząc go do rodzaju Lysurus.

## Morfologia
Niedojrzałe owocniki są białe, jajowate, o gąbczastej konsystencji, średnicy 1–3 cm. Są przytwierdzone do podłoża pasmami grzybni określanymi jako ryzomorfy. Dojrzewający owocnik pęka i bardzo szybko się rozrasta, a pozostałości osłony owocnika w postaci pochwy pozostają przy podstawie korzenia. Trzon grzyba jest pusty w środku, gąbczasty, o wymiarach 10–15 cm x 1,5–2,5 cm, o barwie od białej, różowej lub czerwonej. W przekroju ma 4–6 ścian porozdzielanych wydatnymi żebrami. Wielokątny przekrój korzenia jest cechą odróżniającą L. mokusin od innych gatunków rodzaju. Ściany korzenia ku górze rozdzielają się na 4–6 ramion, połączonych na szczycie owocnika tworząc szpic, przypominający nieco hełm wieży. U dojrzałego owocnika ramiona mogą się rozewrzeć. Wewnętrzna powierzchnia ramion jest pokryta brązowawą, lepką masą zarodnikową o odstręczającym zapachu. Woń grzyba zwabia owady, które następnie roznoszą zarodniki grzyba.
Zarodniki są cylindryczne, gładkie, cienkościenne, szkliste. Mają wymiary 4–6 × 2–2,5 µm. Podobny gatunek L. cruciatus ma również cylindryczne i gładkie zarodniki.

## Występowanie
Gatunek opisywano z Australazji, Wysp Kanaryjskich, Korei, Japonii, Chin, Włoch, japońskich wysp Oceanii, i Stanów Zjednoczonych: Kalifornii, Teksasu, Waszyngtonu.
Owocniki L. mokusin zwykle rosną w małych grupkach, zazwyczaj w ściółce leśnej, odpadkach drzewnych, kompoście.

## Zastosowanie
Stosowany jest w tradycyjnej chińskiej medycynie jako składnik preparatów stosowanych w leczeniu owrzodzeń. Niedojrzałe owocniki uważane są za jadalne, i w Chinach są bardzo cenione jako smakołyk. W przypadku dojrzałych owocników odrażający zapach uniemożliwia spożycie grzyba.
Dojrzałe owocniki L. mokusin charakteryzują się odrażającym zapachem, porównywanym do świeżych psich odchodów, padliny lub ścieków; niedojrzałe są jednak jadalne.